# Tablillas de Vindolanda

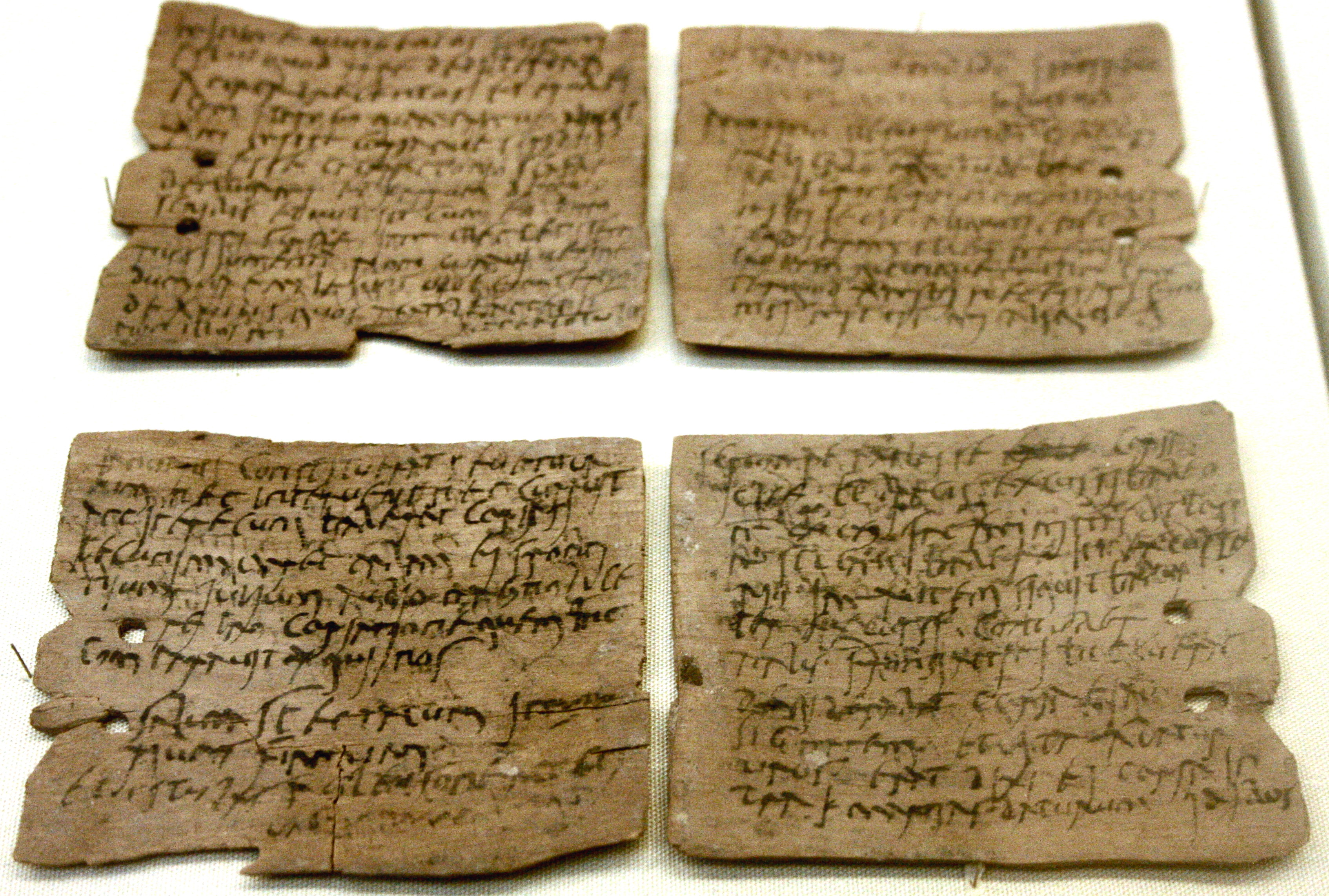
Tablilla 343: carta de Octavio a Cándido sobre el suministro de trigo, pieles y tendones

Las tablillas de Vindolanda fueron, en el momento de su descubrimiento, los documentos manuscritos más antiguos existentes en Gran Bretaña (posteriormente antecedidos por las tablillas de Bloomberg). Son una rica fuente de información sobre la vida en la frontera norte de la Britania romana. Escritos en fragmentos de finas tablillas de madera del tamaño de una tarjeta postal con tinta a base de carbón, los textos datan de los siglos I y II (aproximadamente contemporáneos del Muro de Adriano). Si bien se conocían registros similares sobre papiro en otras partes del Imperio romano, las tablillas de madera con texto en tinta no se recuperaron hasta 1973, cuando el arqueólogo Robin Birley, al que le llamó la atención el estudiante Keith Liddell, descubrió algunas en el sitio de Vindolanda, un fuerte romano en el norte de Inglaterra.
Los documentos registran asuntos militares oficiales, así como mensajes personales de y para los miembros de la guarnición de Vindolanda, sus familias y sus esclavos. Entre lo más destacado de las tablillas se encuentra una invitación a una fiesta de cumpleaños celebrada alrededor del año 100, que es quizás el documento más antiguo que se conserva escrito en latín por una mujer.
Las tablillas se conservan casi todas en el Museo Británico, pero se han llevado a cabo las gestiones necesarias para que algunas se exhiban en Vindolanda. Los textos de 752 tablillas han sido transcritos, traducidos y publicados hasta 2010. Mientras tanto, se siguen encontrando tablillas en Vindolanda.

## Descripción

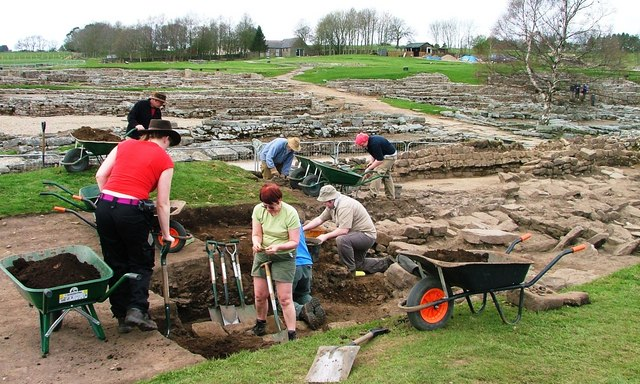
Arqueólogos trabajando en Vindolanda, 2006

Las tablillas de madera encontradas en Vindolanda fueron los primeros ejemplos conocidos que se conservan del uso de la escritura con tinta en el período romano. El empleo de las tablillas de tinta estaba documentado en los registros contemporáneos y Herodiano, en el siglo III, describe que el emperador Cómodo escribía en «una tablilla de escritura del tipo que se hacía con madera de tilo, cortada en hojas finas y plegada cara a cara al ser doblada».
Las tablillas de Vindolanda están hechas de abedul, aliso y roble, que crecían localmente, en contraste con las tablillas de cera, otro tipo de tablillas de escritura utilizadas en la Britania romana, que eran importadas y hechas de madera no nativa. Las tablillas tienen un grosor de 0,25-3 mm, con un tamaño típico de 20 cm × 8 cm, el tamaño de una tarjeta postal moderna. Se marcaba la línea de plegado por el centro y se doblaban para formar dípticos con la escritura en las caras interiores, siendo la tinta de hollín o carbón, goma arábiga y agua. En los años 70 y 80 se recuperaron en las excavaciones casi 500 tablillas.
Descubiertas por primera vez en marzo de 1973, inicialmente se pensó que las tablillas eran virutas de madera hasta que uno de los excavadores encontró dos pegadas y las separó, descubriendo la escritura en el interior. Fueron llevadas al epigrafista Richard Wright, pero la rápida oxigenación de la madera hizo que se volvieran oscuras e ilegibles para cuando él pudo verlas. Fueron enviadas a Alison Rutherford en la Escuela de Medicina de la Universidad de Newcastle para realizar fotografías multiespectrales, lo que dio lugar a imágenes infrarrojas que mostraban por primera vez los textos a los investigadores. Los resultados fueron al principio decepcionantes, ya que los textos eran indescifrables. Sin embargo, Alan Bowman, de la Universidad de Mánchester, y David Thomas, de la Universidad de Durham, analizaron la anteriormente desconocida forma de escritura cursiva y pudieron realizar su transcripción.

### Cronología
El fuerte de Vindolanda fue guarnecido antes de la construcción del Muro de Adriano, y la mayoría de las tablillas son ligeramente más antiguas que el Muro, cuya construcción se inició en el año 122. El director de las excavaciones Robin Birley identificó cinco periodos de ocupación y expansión:
- c. 85-92, construcción del fuerte.
- c. 92-97, ampliación del fuerte.
- c. 97-103, nueva ampliación del fuerte.
- c. 104-120, interrupción y reocupación.
- c. 120-130, período de construcción del Muro de Adriano.

Las tablillas fueron realizadas en los períodos 2 y 3 (c. 92-103), la mayoría escritas antes del año 102. Se utilizaron para notas oficiales sobre asuntos del campamento y asuntos personales de oficiales y hogares. El grupo más grande es la correspondencia de Flavio Cerial, prefecto de la Cohors IX Batavorum, y la de su esposa, Sulpicia Lepidina. Algunas cartas pueden referirse a comerciantes y contratistas civiles; por ejemplo, Octavio, el autor de la Tablilla 343, es un comerciante de trigo, pieles y tendones, pero esto no demuestra que sea un civil.

### Ejemplos destacados

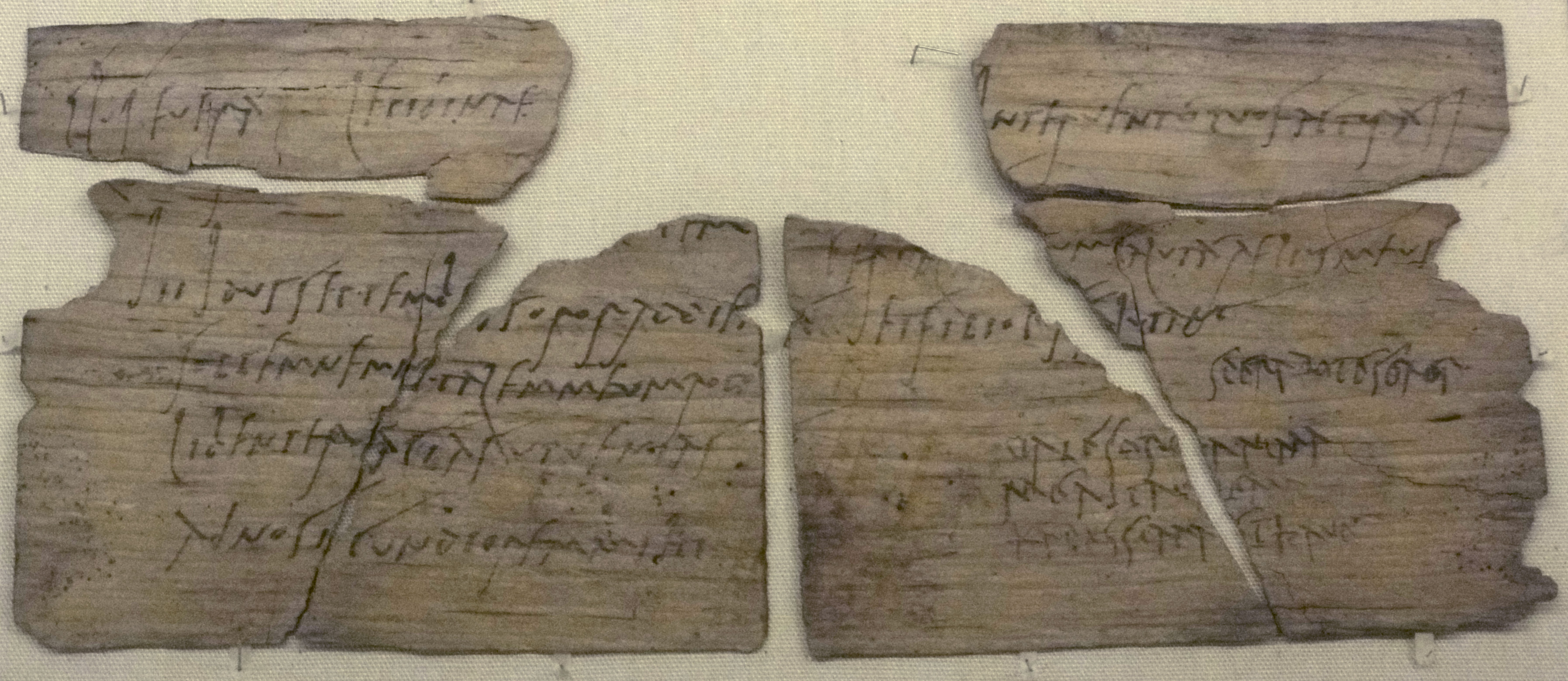
Tablilla 291: invitación de Claudia Severa a Sulpicia Lepidina

El documento más conocido es quizás la Tablilla 291, escrita alrededor del año 100 por Claudia Severa, esposa del comandante de un fuerte cercano, a Sulpicia Lepidina, invitándola a una fiesta de cumpleaños. La invitación es uno de los primeros ejemplos conocidos de un texto en latín escrito por una mujer. Hay dos estilos de escritura en la tablilla, con la mayoría del texto escrito por una mano profesional, se cree que por el escriba de la casa, y con los saludos finales añadidos personalmente por la propia Claudia Severa, en la parte inferior derecha de la tablilla.
Las tablillas están escritas en letra cursiva romana y arrojan luz sobre el alcance de la alfabetización en la Britania romana. Una de las tablillas confirma que los soldados romanos usaban calzoncillos (subligaria), y también da testimonio de un alto grado de alfabetización en el ejército romano.
Hay escasas referencias a los britanos. Hasta el descubrimiento de las tablillas, los historiadores solo podían especular sobre si los romanos tenían un apodo para ellos. Brittunculi (diminutivo de Britto; por lo tanto pequeños britones), encontrado en una de las tablillas de Vindolanda, es conocido por ser un término despectivo o condescendiente usado por las guarniciones romanas que se encontraban en el norte de Gran Bretaña para describir a los locales.

### Transcripción
Las tablillas están escritas en escritura cursiva romana, considerada como la precursora de la escritura común, que varía en estilo según el autor. Con pocas excepciones, han sido clasificadas como la antigua cursiva romana.
La escritura de Vindolanda parece como si estuviera escrita en un alfabeto diferente al de las mayúsculas latinas utilizadas para las inscripciones de otros períodos. La escritura se deriva de la escritura capital de finales del s. I a. C. y del siglo I. El texto raramente presenta formas de letra inusuales o distorsionadas o extravagantes ligaduras que se encuentran en los papiros griegos del mismo período. Otros desafíos para la transcripción son el uso de abreviaturas como «h» para homines (hombres) o «cos» para consularis (consular), y la arbitraria división de palabras al final de las líneas por razones de espacio como las epistulas (cartas) que se dividen entre la «e» y el resto de la palabra.
La tinta suele estar muy descolorida o sobrevive como poco más que un borrón, por lo que en algunos casos no es posible su transcripción. En la mayoría de los casos las fotografías infrarrojas proporcionan una versión mucho más legible que las tablillas originales. Sin embargo, las fotografías contienen marcas que parecen similares a las de la escritura, pero que ciertamente no son letras; además, contienen muchas líneas, puntos y otras marcas oscuras que pueden o no ser de escritura. En consecuencia, las transcripciones publicadas han tenido que ser interpretadas a menudo de manera subjetiva para decidir qué marcas deben considerarse como escritura.

### Contenido
Las tablillas de Vindolanda contienen varias cartas de correspondencia. Por ejemplo, el decurión de caballería Másculo escribió una carta al prefecto Flavio Cerial preguntando por las instrucciones exactas para sus hombres para el día siguiente, incluyendo una cortés petición de más cerveza para ser enviada a la guarnición, que había consumido por completo su anterior reserva de cerveza. Los documentos también proporcionan información sobre las diversas funciones que desempeñaban los hombres del fuerte, como el encargado de la casa de baños, los zapateros, los trabajadores de la construcción, los médicos, los encargados de mantener los carros y los hornos, y los encargados del enyesado.

## Comparación con otros sitios
Se han encontrado tablillas de madera en veinte asentamientos romanos en Gran Bretaña. Sin embargo, en la mayoría de estos sitios no se encontró el tipo de tablilla que se encontró en Vindolanda, sino más bien tablillas de cera, marcadas con estiletes metálicos. Se ha identificado un número significativo de tablillas de tinta en Carlisle y también en el Muro de Adriano.
El hecho de que se hayan enviado cartas desde y hacia lugares del Muro de Adriano y más allá, como Catterick, York y Londres, plantea la cuestión de por qué se han encontrado más cartas en Vindolanda que en otros lugares, pero no es posible dar una respuesta definitiva. Las condiciones anaeróbicas encontradas en Vindolanda no son únicas y se han encontrado depósitos idénticos en zonas de Londres. Una posibilidad, dada la frágil condición de las tablillas encontradas en Vindolanda, es que los arqueólogos que han excavado otros yacimientos romanos hayan pasado por alto las pruebas de escritura con tinta.

## Imágenes
Las tablillas fueron fotografiadas con cámaras sensibles a los infrarrojos en 1973 por Susan M. Blackshaw en el Museo Británico y más exhaustivamente en 1990 en Vindolanda por Alison Rutherford. Posteriormente, fueron escaneadas de nuevo usando técnicas mejoradas en 2000-2001 con un filtro infrarrojo Kodak Wratten 87C. Las fotografías se toman en infrarrojo para realzar la tinta descolorida sobre la madera, o entre la tinta y la suciedad, para hacer más visible la escritura.
En 2002 esas imágenes se utilizaron como parte de un programa de investigación para ampliar el uso del sistema iterativo de visión computarizada GRAVA (Ground Reflective Adaptive Vision Architecture) a fin de facilitar la transcripción de las tablillas de Vindolanda mediante una serie de procesos basados en las prácticas óptimas de los papirólogos y proporcionar las imágenes en un formato XML que identificara la probable ubicación de los caracteres y las palabras con su transcripción.
En 2010 hubo una colaboración entre el Centro para el Estudio de Documentos Antiguos de la Universidad de Oxford, el Museo Británico y el Grupo de Investigación de Computación Arqueológica de la Universidad de Southampton, en la que se utilizó la representación de textura polinómica para un registro detallado y la detección de bordes.

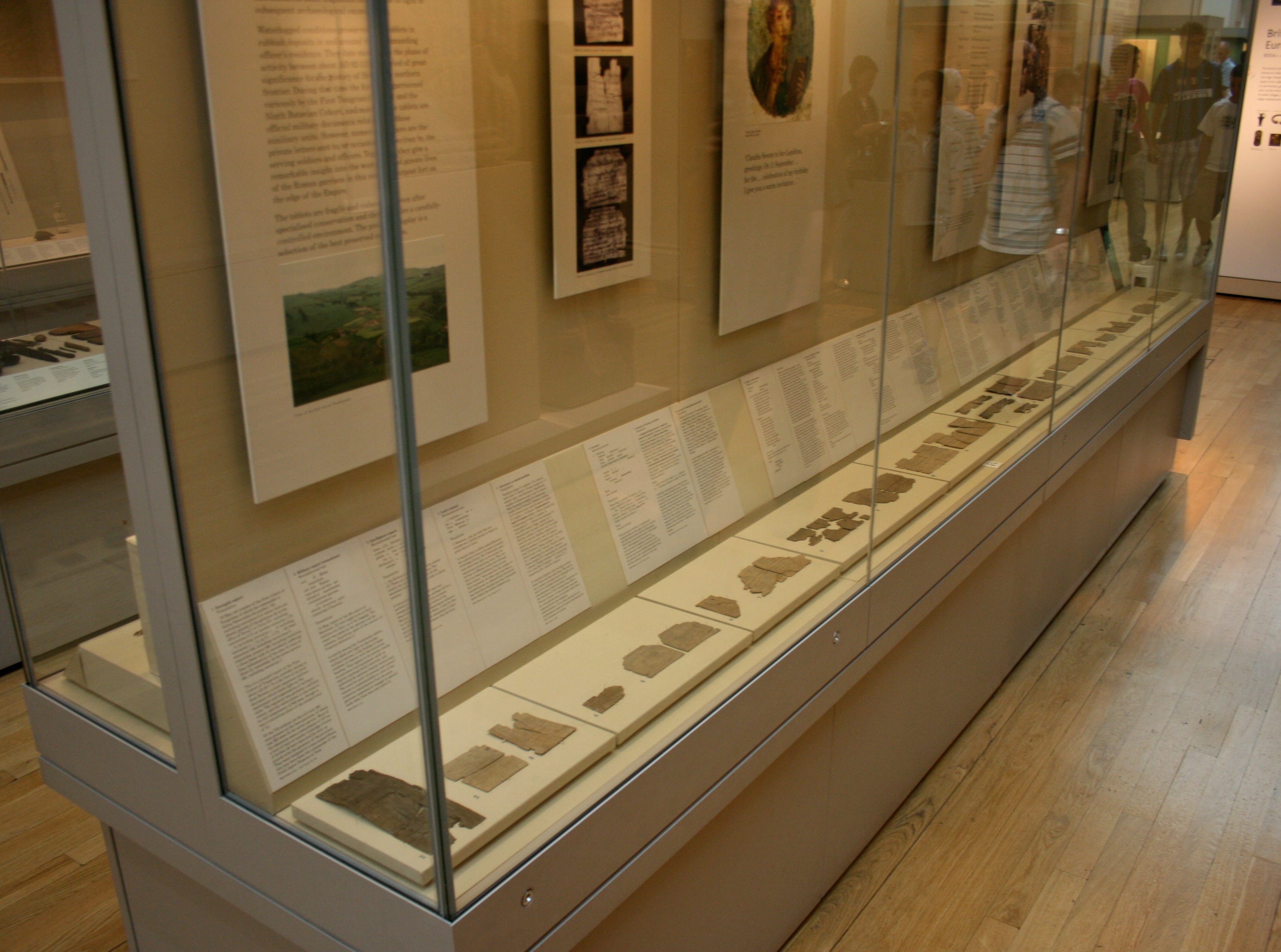
Tablillas expuestas en el Museo Británico

## Exposición y repercusión
Las tablillas se encuentran en el Museo Británico, donde una selección de ellas se exhibe en su galería de la Britania romana (sala 49). Las tablillas figuran en la lista de hallazgos arqueológicos británicos seleccionados por los expertos del Museo Británico para el documental de la BBC de 2003 Our Top Ten Treasures. Los espectadores fueron invitados a votar por su favorito, y las tablillas fueron las primeras en la encuesta.
El Museo de Vindolanda, dirigido por Vindolanda Trust, dio su apoyo económico para que una selección de tablillas prestadas por el Museo Británico pudieran ser expuestas en el sitio donde fueron encontradas, y así, en 2011, puso en exposición nueve de las tablillas. Este préstamo de piezas a un museo regional está en consonancia con la política del Museo Británico de fomentar los préstamos tanto a nivel internacional como nacional (como parte de su programa Partnership UK).